# پریزناچنویه
پریزناچنویه (انگلیسی: Priznachnoye) یک شهرک در بخش پروخوروفسکی استان بلگورود کشور روسیه است.